# کریستوف سوزینسکی
کریستوف سوزینسکی (انگلیسی: Krzysztof Soszynski؛ زادهٔ ۲ اوت ۱۹۷۷) کشتی‌گیر کشتی حرفه‌ای، ورزشکار هنرهای رزمی ترکیبی و بازیگر سینما اهل لهستان است.